# Малухин, Павел Матвеевич
Павел Матвеевич Малухин (10 июля 1936, Новобелокатай — 1996, Уфа) — советский и российский спортсмен. Мастер спорта СССР по лыжным гонкам. Тренер молодежной сборной СССР по лыжным гонкам.

## Биография
Родился 10 июня 1936 года в селе Новобелокатай, Белокатайский район, Башкирская АССР (ныне — Республика Башкортостан)
Окончил Новобелокатайскую среднюю школу.
В 1954 году начало карьеры. Первые выезды в соседние районы Башкирии: Кигинский, Мечетлинский.
В 1955 году в составе сборных командах России и Башсовета «ДСО Колхозник».
Окончил Башкирский сельскохозяйственный институт в 1960 году.
В феврале 1961  — участие в составе сборной команды Башкирии во Всесоюзных соревнованиях сельских лыжников в Подмосковье.
Окончил Ленинградский физкультурный институт им. Лесгафта в 1967 году.
С 1963 года — на тренерской работе, с 1964 года — тренер молодежной сборной СССР по лыжам.
Подготовил 14 мастеров и кандидатов в мастера спорта СССР.
Звание «Мастер спорта СССР» присвоено в 1960 году. Награжден орденами и медалями.
Звание «Почетный мастер спорта» присвоено в 1996 году посмертно.

## Достижения
- Чемпион Башкирии по лыжным гонкам на дистанциях 15 и 30 километров в 1954-62 годах[3].

- Чемпион сельскохозяйственных вузов СССР 10, 15, и 30 километров в 1957−61 годах[3].

- Чемпионом Башкирии по слалому и прыжкам с трамплина (1964), в беге на 1500 метров (1959)[3].

- Победитель соревнований по народной гребле на шлюпке-двойке на первенство ДСО «Буревестник» (1958)[3].

- Серебряный призер летней спартакиады ДСО «Труд» (1961) в беге на 10 и 5 тысяч метров[3].

- Мастер спорта СССР[4].

## Память
- Память хранится в районно-краеведческом музее, расположенный в селе Новобелокатай[2].
- Ежегодно проводятся мероприятия и соревнования по лыжным гонкам в память о Павле Матвеевиче[5].
- Упоминается в Белокатайской районно-краеведческой книге В.А. Ощепков. Белокатайский район: история и современность[1].